# Auktionshjärter
Auktionshjärter är ett kortspel som kan ses som en vidareutveckling av spelet hjärter och som i likhet med detta spel går ut på att undvika att ta hem stick som innehåller vissa kort, men en viktig skillnad mellan spelen är att det i auktionshjärter inte måste vara hjärterkorten som ska undvikas. I stället avgörs genom budgivning vilken kortfärg som ska ge minuspoäng och böter till potten.
I budgivningen anger spelarna det antal marker man är villig att satsa i den gemensamma potten för favören att få bestämma vilken färg som ska vara den straffbara. Budgivningen kan också avgöra storleken på betalningen till potten efter avslutad giv.